# Palazzo Centurione-Gavotti
Il palazzo Centurione-Gavotti è un edificio storico italiano, sito in via San Lorenzo 5, nel centro storico di Genova. È uno dei Palazzi dei Rolli che furono designati, al tempo della Repubblica di Genova, a ospitare gli ospiti di alto rango durante le visite di stato per conto del governo genovese.
L'edificio è sottoposto dal 1934 a vincolo di tutela da parte della soprintendenza.

## Storia e descrizione
Posto alla Croce di Canneto, fu ricostruito nel XVII secolo dai Centurione su preesistenti domus delle famiglie Scoti e Castagna. Fu citato una volta nei rolli di Genova sotto Giovanni Battista Centurione, doge della Repubblica di Genova nel biennio 1658-1660.
Passato ai Boggiano nel XVIII secolo, mutò nel 1843 l'ingresso da Canneto alla nuova carrettiera (oggi Via San Lorenzo) e in quest'occasione verrà ampliato e dotato di una nuova facciata.
Al letterato e patriota Lorenzo Costa, che lo ebbe dalle nozze con Francesca Boggiano, si deve la grande loggia neoclassica e il fregio, commissionato nel 1860 a Santo Varni, in ricordo del discorso che nel 1746 Giacomo Lomellini rivolse da Palazzo Ducale al popolo in rivolta durante la guerra di successione austriaca.
Un ponte scavalca, a sud, lo storico quadrivio e collega il palazzo a una terrazza ricavata su un'area retrostante, rallegrata da un berceau e da un ninfeo con statua di Venere.
Lo scalone monumentale, che dall'atrio giunge al quarto piano, è rimasto praticamente inalterato e serve i numerosi appartamenti e uffici nei quali il palazzo, attualmente accorpato all'edificio posto d'angolo sull'angusto vico della Noce, è suddiviso.

## Galleria d'immagini

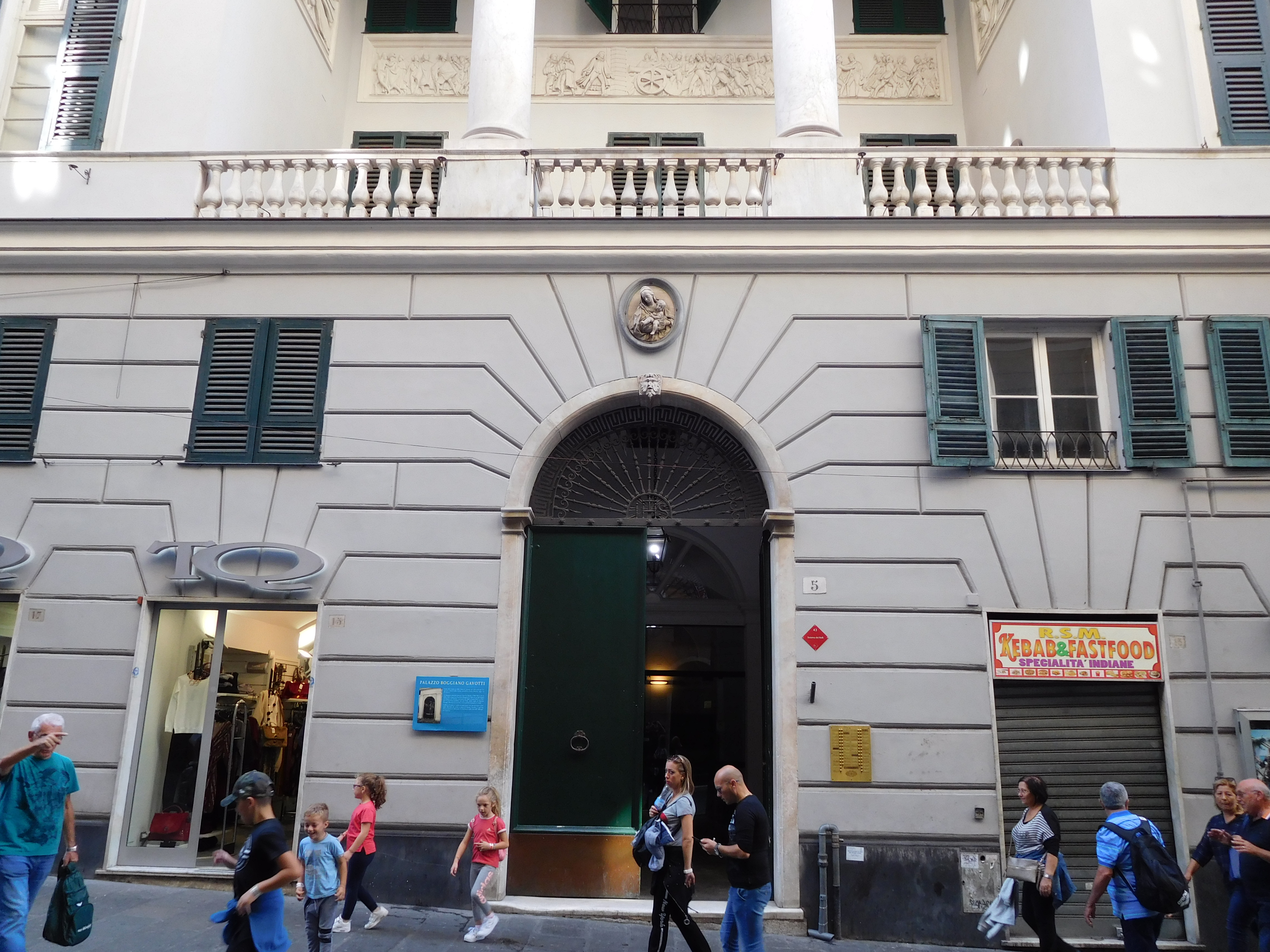
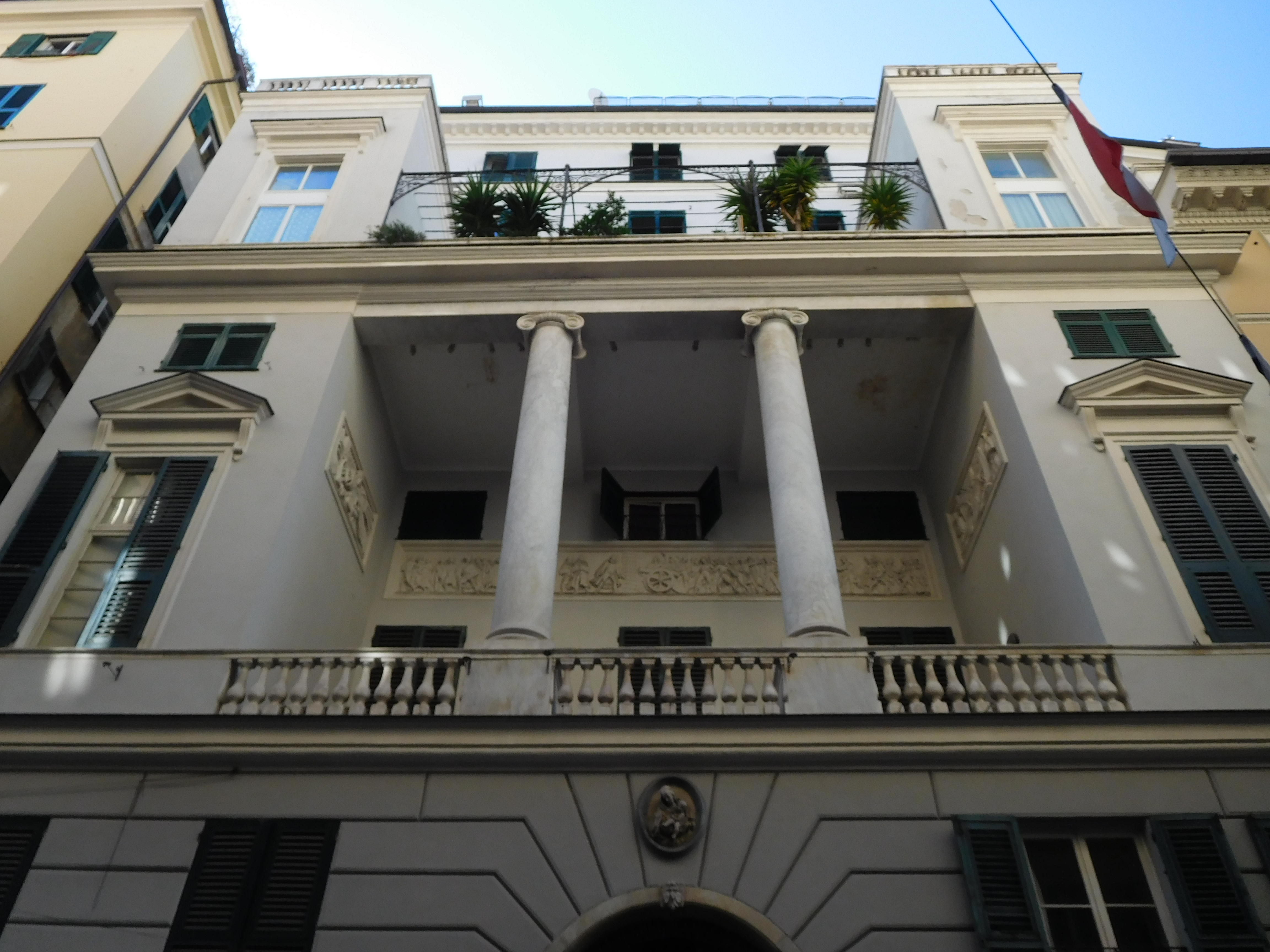
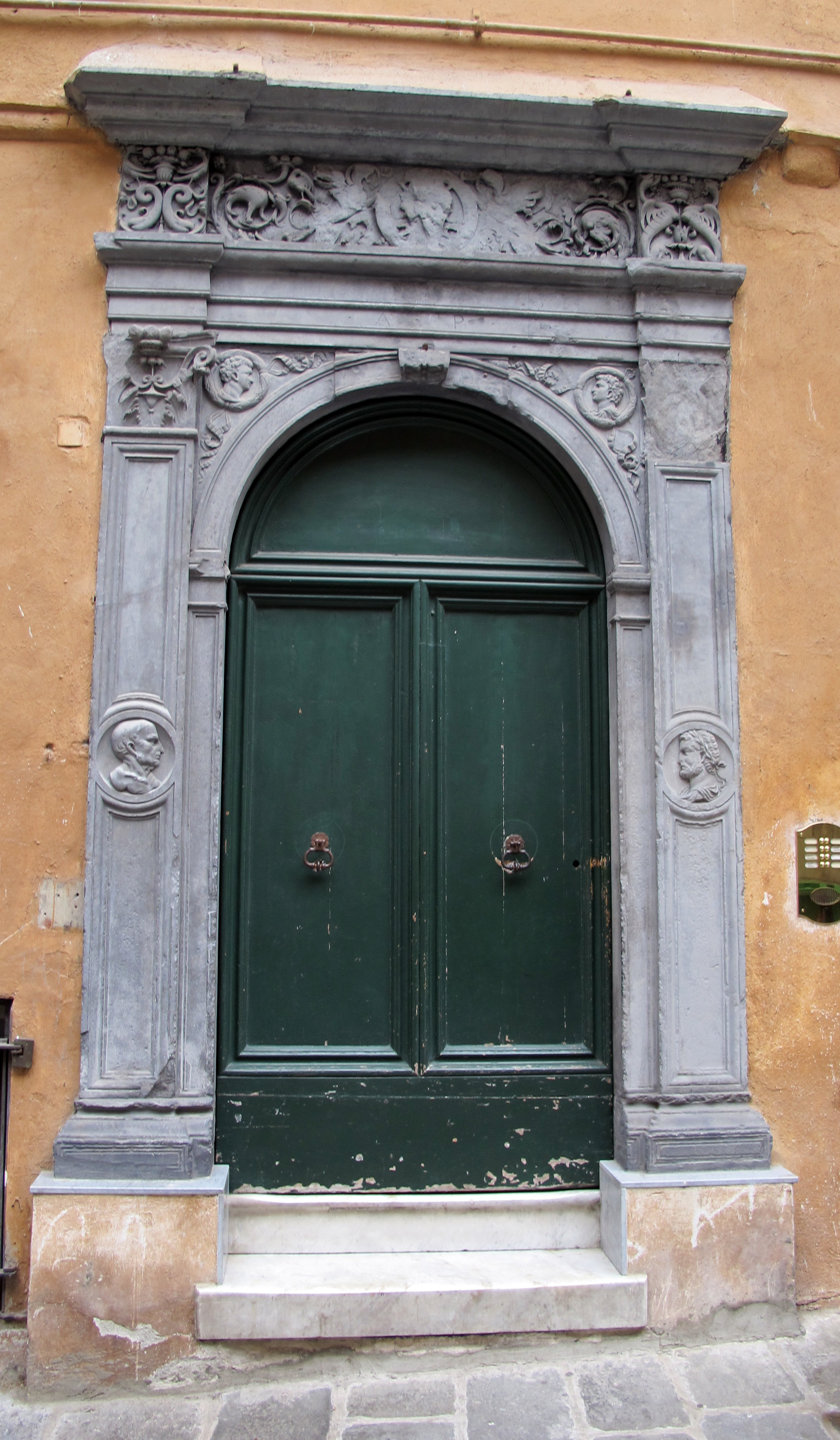
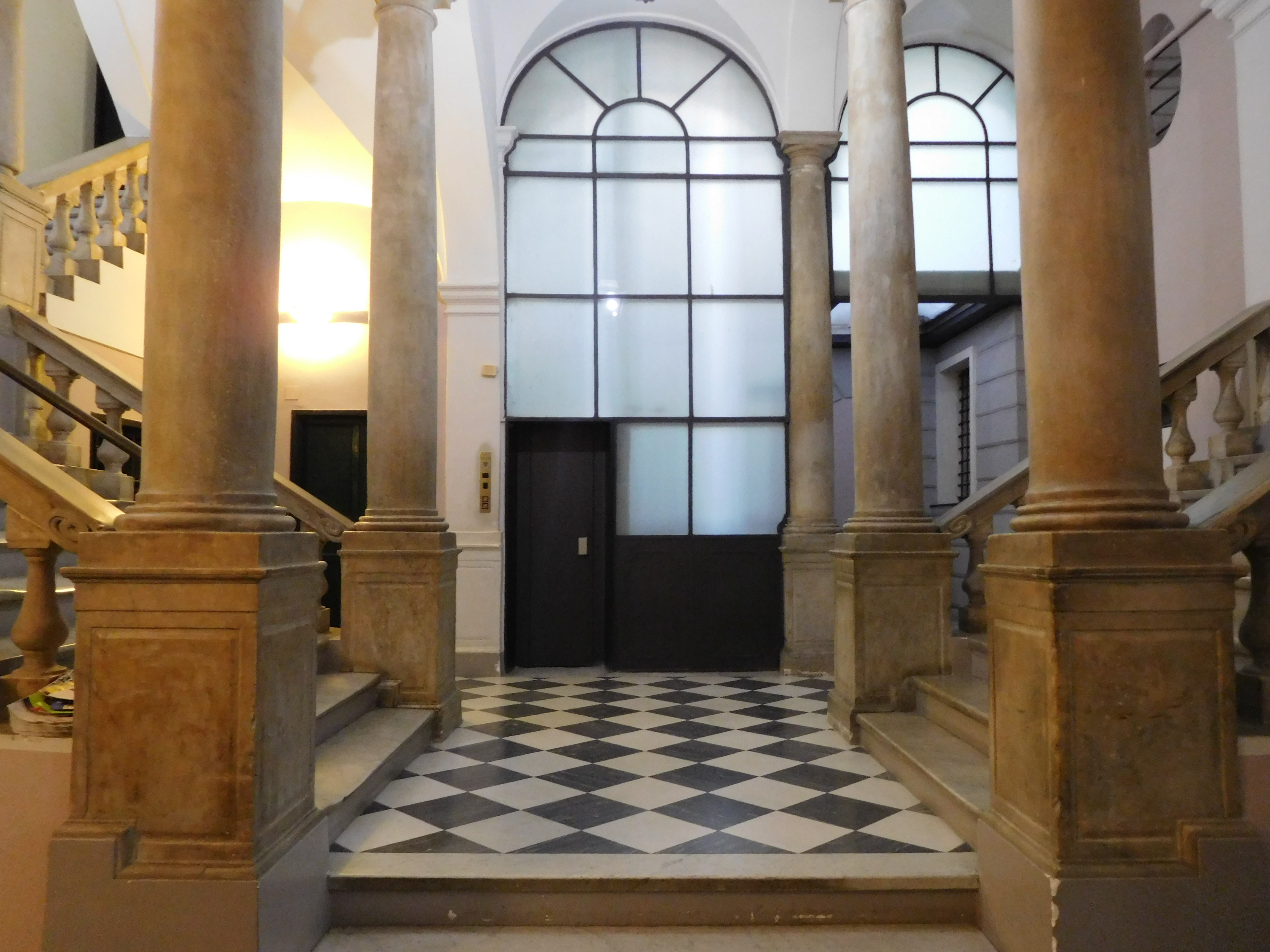
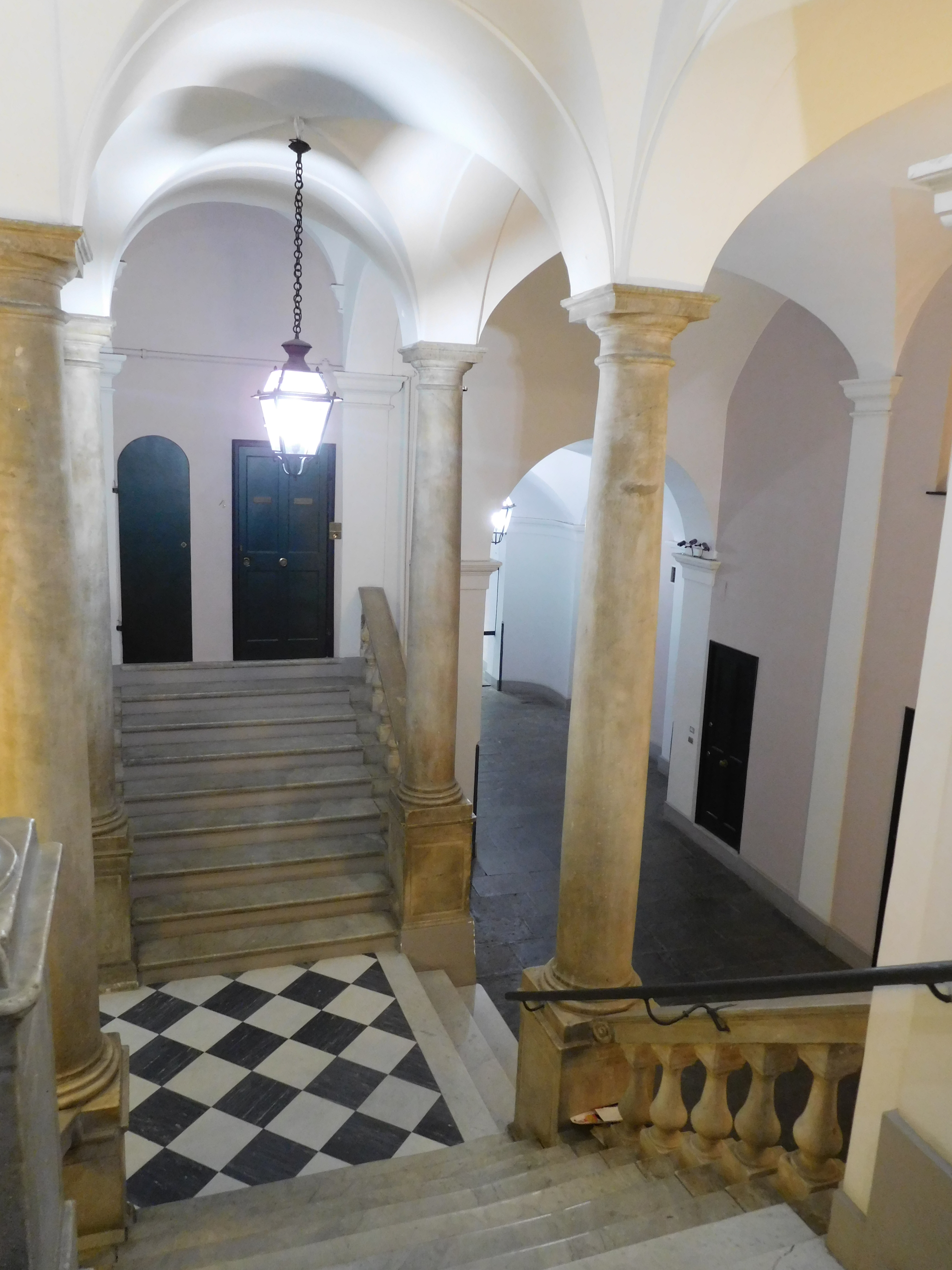
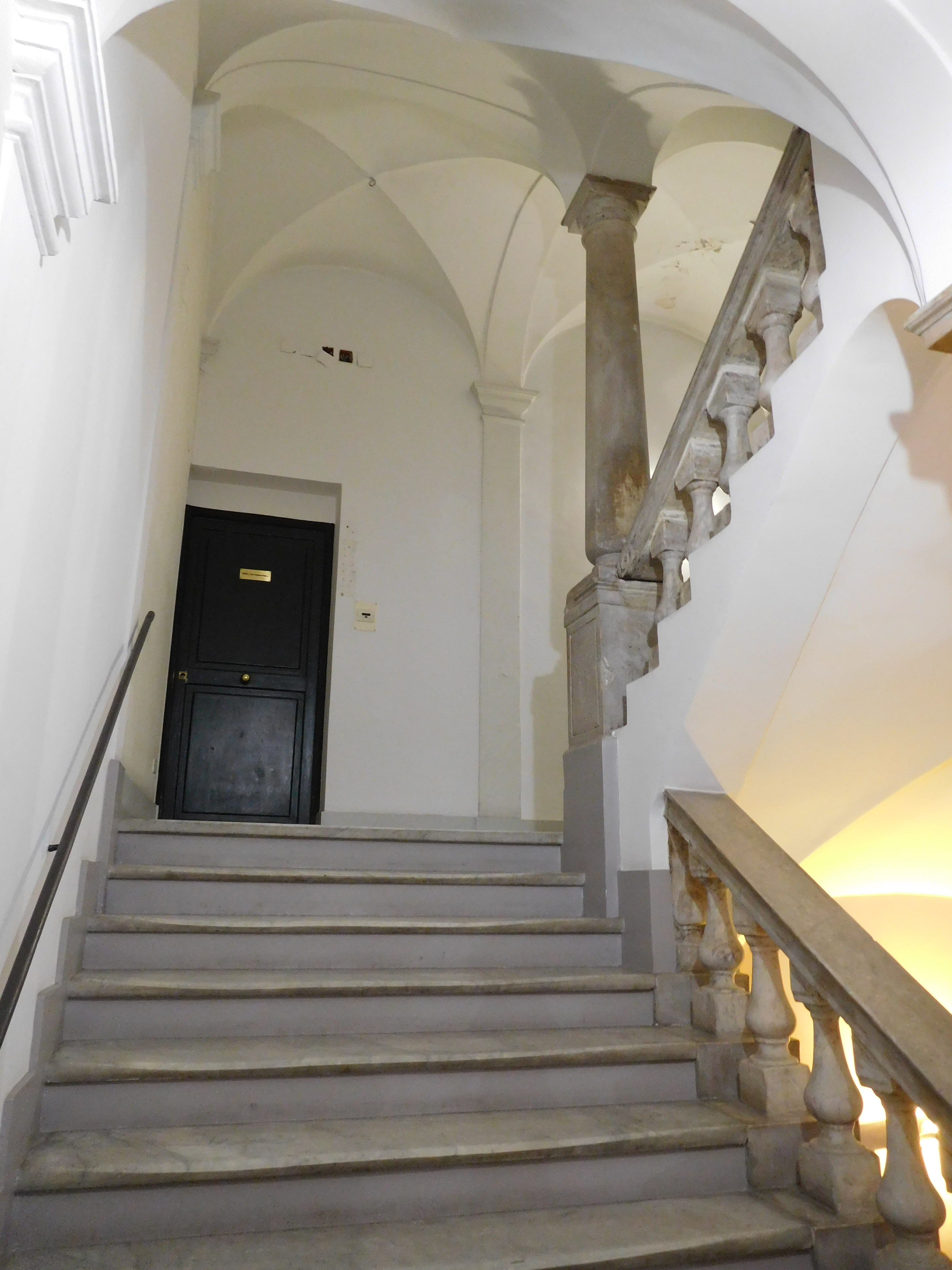
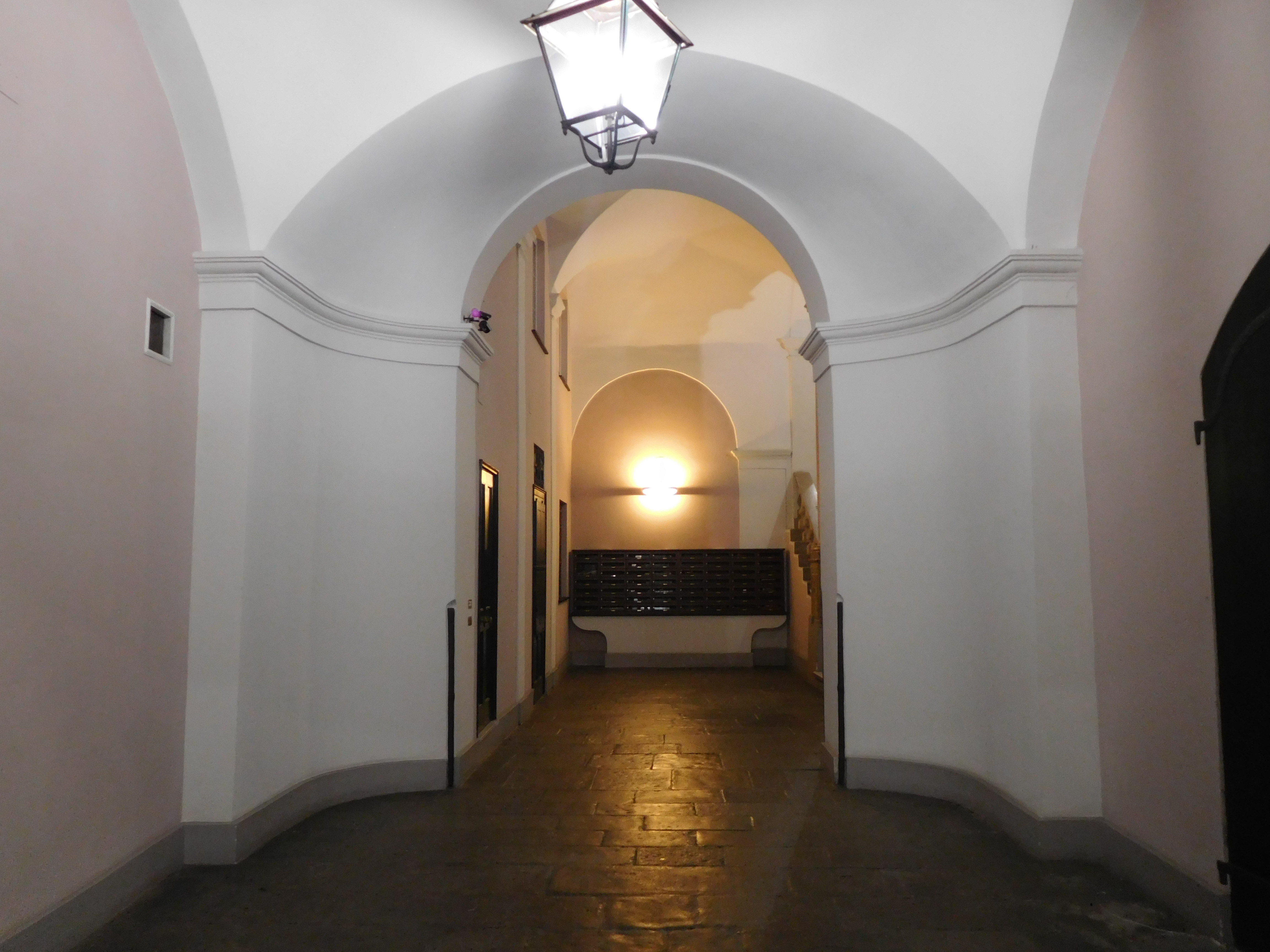
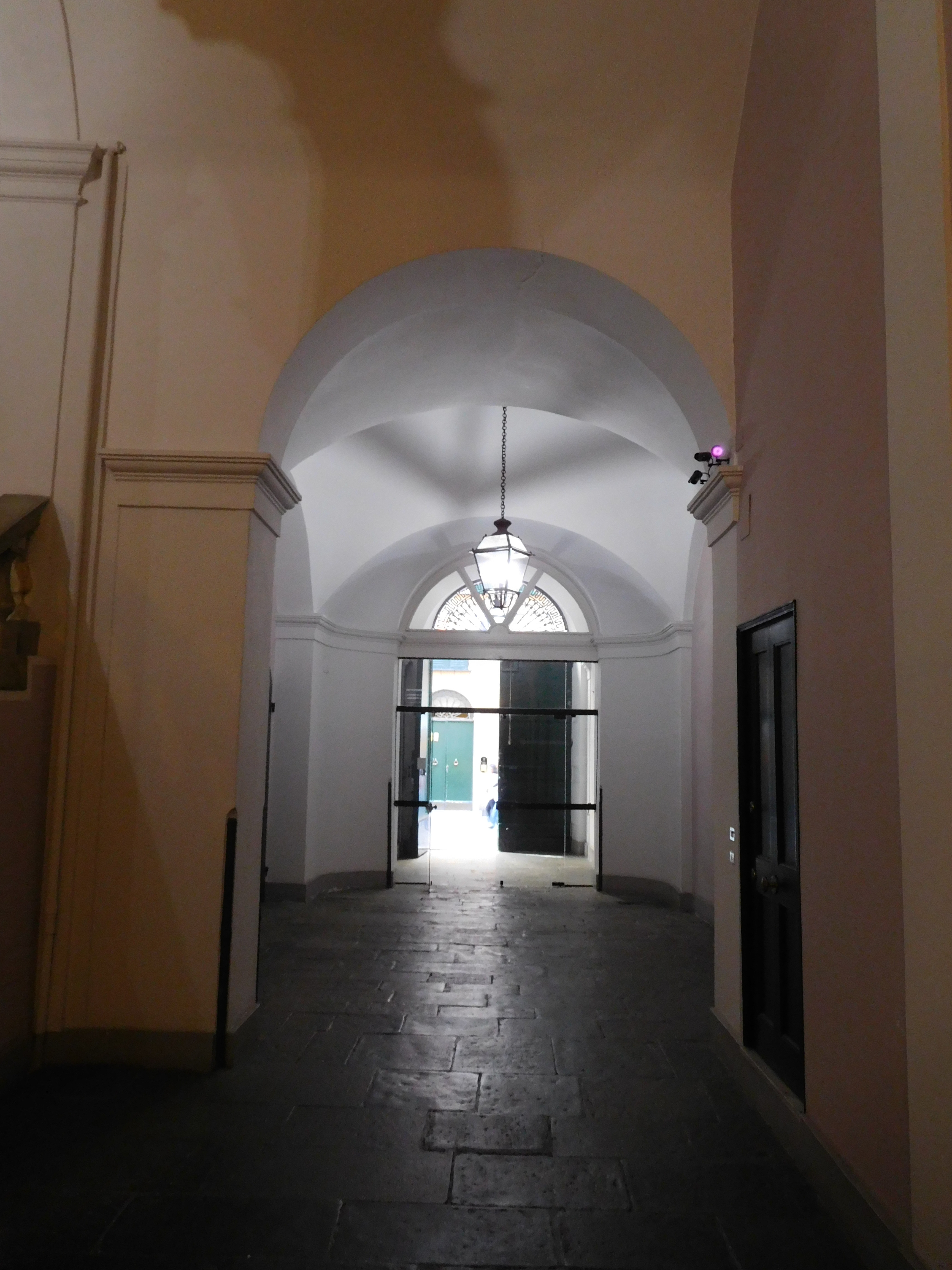